# Јапанска лака крстарица Китаками
Крстарица Китаками (јап:北上 軽巡洋艦) је била јапанска лака крстарица класе Кума, и активно је учествовала у Другом светском рату. Једна је од ретхих јапанских бродова, који су дочекали крај рата на површини воде. Име је добила по реци Китаками, која протиче кроз префектуру Ивате, Јапан

## Позадина
Китаками је била трећи од пет бродова серије јапанских лаких крстарица класе Кума. Као и остали бродови ове класе, она је требало да служи као брзи извиђачки брод, или командни брод флотила разарача и подморница.

## Служба

### Рани период
Крстарица Китаками је грађена у бродоградилишту Сасебо, Нагасаки, и комплетирана је 15. априла 1920. године. Убрзо по завршетку градње, она одлази у базу Макунг, Пескадорска острва, одакле учествује у заштити јапснских искрцавања на обале централне Кине, током Другог Кинеско-Јапанског рата.
Дана, 25. августа 1941. године, Китаками се враћа у Сасебо, ради преправке у „торпедну крстарицу“, са десет четвороцевних торпедних апарата Тип-92, за торпеда великог домета Тип-93. Јапанци су планирали да оформе специјалне „Ноћне ударне снаге“, које је требало да чине торпедне крстарице. Преправка је завршена 30. септембра 1941. године, након чега је Китаками увштена у 9. дивизију крстарица контраадмирала Фукуђи Кишиа, из сатава Прве флоте.

### Рана фаза Пацифичког рата
У време напада на Перл Харбор, Китаками је ескортовала јапанске бојне бродове од Хаширађиме до острва Бонин, а затим се враћа у Јапан.
Од јануара до маја 1942. године, крстарица Китаками изводи тренажне пловидбе по домаћим водама. За време битке за Мидвеј, Китаками и крстарица Ои су део снага, које изводе напад на Алеутска острва.

### Брзи трупни транспорти
Од августа до септембра 1942. године, крстарице Китаками и Ои су преправљене у брзе транспортне бродове. Од њихових десет четвороцевних торпедних апарата, одстрањена су четири (остало је 24 торпедних цеви). На њима су постављена по два „Daihatsu“ транспортна чамца, и по два троцевна против-авионска топа од 25 mm. Такође су на крми постављене и шине за дубинске бомбе. Након конверзације, Китаками и Ои укрцавају 4. Маизуру специјалну морнаричку десантну јединицу, коју превозе до атола Трук, Каролинска острва, и острва Шортленд, Соломонова острва.
Јапанска 9. дивизија крстарица је расформирана 21. новембра 1942. године, након чега је Китаками уврштена директно у Комбиновану флоту. До краја новембра, она транспортује трупе из Маниле, Лузон, до Рабаула, Нова Британија, а затим се крајем године враћа у Сасебо.
Јануара 1943. године, Китаками је уврштена у заштиту за појачања јапанских снага на Новој Гвинеји, и ескортује конвој који је превозио 20. јапанску пешадијску дивизију од Пусана - Кореја, преко базе Палау, до Вевака - Нова Гвинеја. Фебруара, Китаками ескортује конвој који је превозио 41. јапанску пешадијску дивизију, од Цингтаоа - Кина, до Вевака, опет преко базе Палау.
Дана, 15. марта 1943. године, Китаками је уврштена у састав 16. дивизије крстарица, флоте југозападне области, адмирала Такасуа, као стражарски брод, и базира у Сарабаји – Јава. Она ескортује три конвоја током априла и маја, од Сарабаје до Каимана - Нова Гвинеја.
Крстарице Китаками, Ои, Кину и Кума, су 23. јуна 1943. године нападнуте у близини Макасара од америчких бомбардера Б-24 Либератор из 319. ескадриле, 5. ваздушне армије. Ниједна крстарица није директно погођена, али су неке претрпеле лакша оштећења од бомби које су пале у њиховој непосредној близини.
Након ремонта у бази Сингапур, августа 1943. године, Китаками почетком септембра ескортује трупни конвој из Сингапура за Никобарска острва, а почетком октобра ескортује два конвоја до Порт Блера, Андаманска острва.
Почетком јануара 1944. године, Китаками ескортује нови конвој до Порт Блера. У повратку, док је пролазила кроз пролаз Малака, југозападно од Пенанга – Малаја, 27. јануара 1944. године, Китаками је погођена са два торпеда, која су испаљена са британске подморнице Темплар. Крстарица Кину одвлачи крстарицу Китаками у залив Ангса – Малаја, ради најпотребнијег ремонта, а одатле се пребацује фебруара у базу Сингапур, где је урађен комплетан ремонт, који је завршен 21. јуна 1944. године. Међутим, након што је напустила Сингапур, ескортујући танкер Кјокуто Мару, у крстарицу Китаками почиње лагано да продире морска вода. Због тога, она остаје у бази Кавите - Филипини, од 12. до 26. јула 1944. године, где је урађен краћи ремонт. Упркос овом додатном ремонту, у крстарицу Китаками и даље наставља да продире морска вода, те је она била приниђена да оде у бродоградилиште Сасебо, Јапан.

### Носач живих торпеда „Каитен“
Од 14. августа 1944. године, Китаками се налазила у бази Сасебо, ради ремонта и преправке у носач „Каитен“ живих торпеда, са капацитетом од 8 торпеда. Један 20-тонски кран, који је скинут са носача хидроавиона Читосе, је постављен, како би торпеда могла да се подигну или спусте у воду. Крма је била преправљена у известну настрешницу са стрмим странама. Крмене турбине су уклоњене, и тај простор је употребљен за држање резервних делова и ремонтне опреме. Уклањањем ових турбина, смањена је брзина брода од 36 на 23 kn (43 km/h). Сви топови главне артљерије су одстрањени са крстарице Китаками, а постављен је један двоцевни топ од 127 mm. Број против-авионских топова од 25 mm је повећан на 67 цеви (12x3 и 31x1). Такође су постављена два радара за ваздушно осматрање Тип-13, као и један за површинско осматрање Тип-22. Два шинска лансера за дубинске бомбе су постављена на крми, као и два бацача дубинских бомби. Преправка је завршена 20. јануара 1945. године, и Китаками је укључена директно у Комбиновану флоту.
Дана, 19. марта 1945. године, америчка оперативна ескадра ТФ-58, у чијем саставу су се налазили носачи авиона Есекс, Интрепид, Хорнет, Весп, Хенкок, Бенингтон и Бело Вуд, изводи први ваздушни препад на базу Куре. Више од 240 америчких авиона (SB2C хелдајвер, Ф4У Корсер и F6F хелкет), је напало бојне бродове Хјуга, Исе, Јамато и Харуна, носаче авиона Амаги, Кацураги, Рјухо и Каијо, и остале јапанске ратне бродове. Китаками пролази без оштећења.
Јула 1945. године, на крстарици Китаками су постављена још 27 једноцевна против-авионска топа од 25 mm. Међутим, 24. јула 1945. године, око 200 америчких авиона са носача авиона из оперативне ескадре ТФ-38; Есекс, Таикондерога, Рендолф, Хенкок, Батан и Монтреј, изводи нови напад на базу Куре. Овог пута, крстарица Китаками је претрпела оштећења, а 32 члана њене посаде је погинуло.

### Након рата
Након предаје Јапана 2. септембра 1945. године, Китаками је пребачена у базу Кагошима и укључена је у службу за повратак јапанских вијника у домовину. Она је коришћена у својству брода радионице, за бродове који су превозили јапанске војнике назад у Јапан.
Крстарица Китами је официјелно обрисана из списка јапанске флоте 30. новембра 1945. године, а сесечена је у бази Нанао, префектура Ишикава, Јапан, у периоду од 10. августа 1946. до 31. марта 1947. године.

## Листа Капетана
- Капетан Теиђи Сакамото – 15. април 1921 — 15. март 1922.
- Капетан Мусаши Јамазаки - 15. март 1922 — 1. децембар 1922.
- Капетан Рицуто Такахаши – 1. децембар 1922 — 1. децембар 1923.
- Капетан Того Кавано – 1. децембар 1923 — 1. новембар 1924.
- Капетан Макото Јошикава – 1. новембар 1924 — 4. децембар 1928.
- Капетан Шосуке Шимомура – 4. децембар 1928. –5. октобар 1929.
- Капетан Наохико Саито – 5. октобар 1929 — 5. децембар 1929.
- Капетан Барон Минору Сонода – 5. децембар 1929 — 1. децембар 1930.
- Капетан Рокуро Хорие – 1. децембар 1930 — 14. новембар 1931.
- Капетан Џиничи Кусака – 14. новембар 1931 — 1. децембар 1932.
- Капетан Барон Томошиге Самеђима – 1. децембар 1932 — 14. март 1934.
- Капетан Мориђи Такеда – 14. март 1934 — 15. новембар 1934.
- Капетан Јасуо Иноуе – 15. новембар 1934 — 10. октобар 1935.
- Капетан Мицухару Мацујама – 10. октобар 1935 — 1. децембар 1937.
- Капетан Хађиме Хориучи – 1. децембар 1937 — 15. децембар 1938.
- Капетан Масао Уено – 15. децембар 1938 — 19. октобар 1940.
- Капетан Шигејасу Нишиока – 19. октобар 1940 — 1. новембар 1940.
- Капетан Шунсаку Набешима – 1. новембар 1940 — 1. септембар 1941.
- Капетан Цутау Араки – 1. септембар 1941 — 28. новембар 1941.
- Капетан Саиђи Норимицу – 28. новембар 1941 — 5. септембар 1942.
- Капетан Нобумичи Цуруока – 5. септембар 1942 — 17. мај 1943.
- Капетан Томекичи Номура – 17. мај 1943 — 2. новембар 1943.
- Капетан Ђо Танака - 2. новембар 1943 — 10. јун 1944.
- Капетан Сабуро Касе – 10. јун 1944 — 29. август 1944.
- Капетан Масамото Шимизу – 29. август 1944 — 1. децембар 1944.
- Капетан Кунизо Канаока – 1. децембар 1944 — 15. август 1945.